# Конвой «Вевак № 16»
Конвой «Вевак № 16» — японський конвой часів Другої світової війни, проведення якого відбувалось у грудні 1943-го — січня 1944-го.
Пунктом призначення конвою був Вевак на північному узбережжі Нової Гвінеї, де розміщувався головний японський гарнізон на цьому острові. Вихідним пунктом став Палау — важливий транспортний хаб на заході Каролінських островів.
До складу конвою увійшли транспорти «Чінзей-Мару» (Chinzei Maru), «Асо-Мару», «Курамасан-Мару» та «Shoho Maru», тоді як охорону забезпечували мисливець за підводними човнами CH-35 та допоміжний мисливець за підводними човнами CHa-61.
Конвой вийшов з порту 23 грудня 1943-го. 25 грудня до нього приєднався мінний загороджувач «Ширатака», що до того прямував у охороні зустрічного конвою «Вевак № 15», проте невдовзі цей загороджувач відокремився та повів «Курамасан-Мару» до порту Холландія (наразі Джаяпура, за три з половиною сотні кілометрів західніше Веваку). Основний загін досягнув Веваку 27 грудня, швидко розвантажився та 28 грудня рушив назад. По дорозі до них приєднались «Ширатака» та «Курамасан-Мару».
Хоча поблизу Палау регулярно діяли американські підводні човни, а Вевак лежав у межах досяжності ворожої авіації, проте в підсумку конвой пройшов без втрат та 2 січня 1944-го досягнув Палау.